# マン・シアターズ
マン・シアターズ (Mann Theatres) は、南カリフォルニアに16サイト92スクリーンを所有、運営している映画興行チェーンである。所有する劇場の中には世界的に有名なグローマンズ・チャイニーズ・シアターも含んでいる。劇場所在地はロサンゼルス地域である。「ハリウッドが映画鑑賞に行く場所」をモットーにしている。
かつてのマン・シアターズチェーンの所有者（かつ、ロンダ・フレミングの元夫）であるテッド・マンにちなんで命名されている。1973年にマンはグローマンズ・チャイニーズ・シアターを買収し、マンズ・チャイニーズ・シアターに改称した。
マン・シアターズはかつてはコロラド州デンバー地域を牛耳る映画興行チェーンであったが、2000年代の初頭にコロラド・シネマズによって買収され、新たに設立された映画興行チェーンがデンバーのマン・シアターズの劇場のいくつかを引き継いで運営した。デンバー以外の地域はカーマイク・シネマズが買収し、引き継いだ。
1935年、ミネソタ州に、マン・シアターズチェーン（13サイト86スクリーン）が設立された。同時期にミネソタ州セントポールにテッド・マンは参入しているが、こちらはテッド・マンの兄弟であるマーヴィン・マンが創業した。